# Steinkiste von Köchstedt
Die Steinkiste von Köchstedt war ein vermutliches jungsteinzeitliches Steinkistengrab bei Köchstedt, einem Ortsteil von Teutschenthal im Saalekreis (Sachsen-Anhalt). Sie wurde 1925 beim Pflügen entdeckt und notdürftig archäologisch dokumentiert. Die Steine wurden 1934 für den Bau eines Kriegerdenkmals verwendet.

## Lage
Die Steinkiste wurde nördlich von Köchstedt auf einem Acker entdeckt. Die Steine wurden 1934 westlich des Ortes, etwa 1,1 km südwestlich der Fundstelle, an der Südostecke eines damaligen Kasernengeländes aufgestellt.

## Forschungsgeschichte
Am 21. Oktober 1925 wurden beim Dampfpflügen mehrere große Steine entdeckt. Dank sofortiger Meldung durch den Gutsbesitzer Hans Ernst Koch an das Provinzialmuseum Halle konnte dessen Mitarbeiter Nils Niklasson noch am gleichen Tag eine Untersuchung der Fundstelle vornehmen. Er interpretierte den Befund als mögliches Steinkistengrab. Niklasson verfasste einen Bericht für die Ortsakte, aber keine wissenschaftliche Publikation. Die Steine wurden von Koch aufbewahrt. 1934 wurden sie für den Bau eines Kriegerdenkmals verwendet, das ebenerdig auf einem leichten Hügel errichtet wurde und an einen Dolmen erinnern sollte. 2014 wurden Niklassons Bericht sowie die Korrespondenz Hans Ernst Kochs mit dem Museum Halle im Rahmen einer Bachelorarbeit durch Mike Leske wissenschaftlich ausgewertet.

## Beschreibung
Die Kiste befand sich am nordöstlichen Abhang eines Höhenplateaus und war ost-westlich orientiert. Sie lag in einer Tiefe von 0,5 m und bestand aus sechs Steinen, bei denen es sich wahrscheinlich um vier kleinere Wandsteine und zwei größere Decksteine handelte. Die Steine bestanden aus Quarzitsandstein. Der westliche Deckstein hatte eine Länge von 1,5 m, eine Breite von 1,5 m und eine Dicke von 0,7 m. Nach Niklassons Skizze ruhte er auf vier Wandsteinen, während der östliche Deckstein mit einer Länge von 1,0 m, einer Breite von 1,5 m und einer Dicke von 0,7 m direkt auf dem anstehenden Sandboden auflag. Die Höhe der Kammer betrug 1,3 m.
Da weder Bestattungsreste noch Beigaben gefunden wurden und der Innenraum der Kammer zudem äußerst klein war, interpretierte Niklasson die Anlage zunächst als Kenotaph. Allerdings ist nicht klar, ob die Steine von Niklasson in ihrer ursprünglichen Lage angetroffen wurden oder durch den Pflug bereits verlagert worden waren. Das Fehlen von Knochen und Beigaben könnte auch durch Tierfraß, ungünstige Erhaltungsbedingungen oder Beraubung erklärt werden. Leske hält daher auch eine Nutzung als Grab für möglich, in das ein Toter in extremer Hockerlage niedergelegt worden sein könnte.
Eine kulturelle Zuordnung der Steinkiste ist mangels Funden nur schwer möglich. Nur wenig nördlich der Fundstelle wurde 1934 ein Flachgrab entdeckt, das wahrscheinlich der Baalberger Kultur zuzuordnen ist. Zudem wurden westlich von Köchstedt in Wansleben am See Keramikfunde der Baalberger Kultur gemacht. Eine Zuordnung zu dieser Kultur erscheint daher plausibel.